# Michael Landon Gernhardt

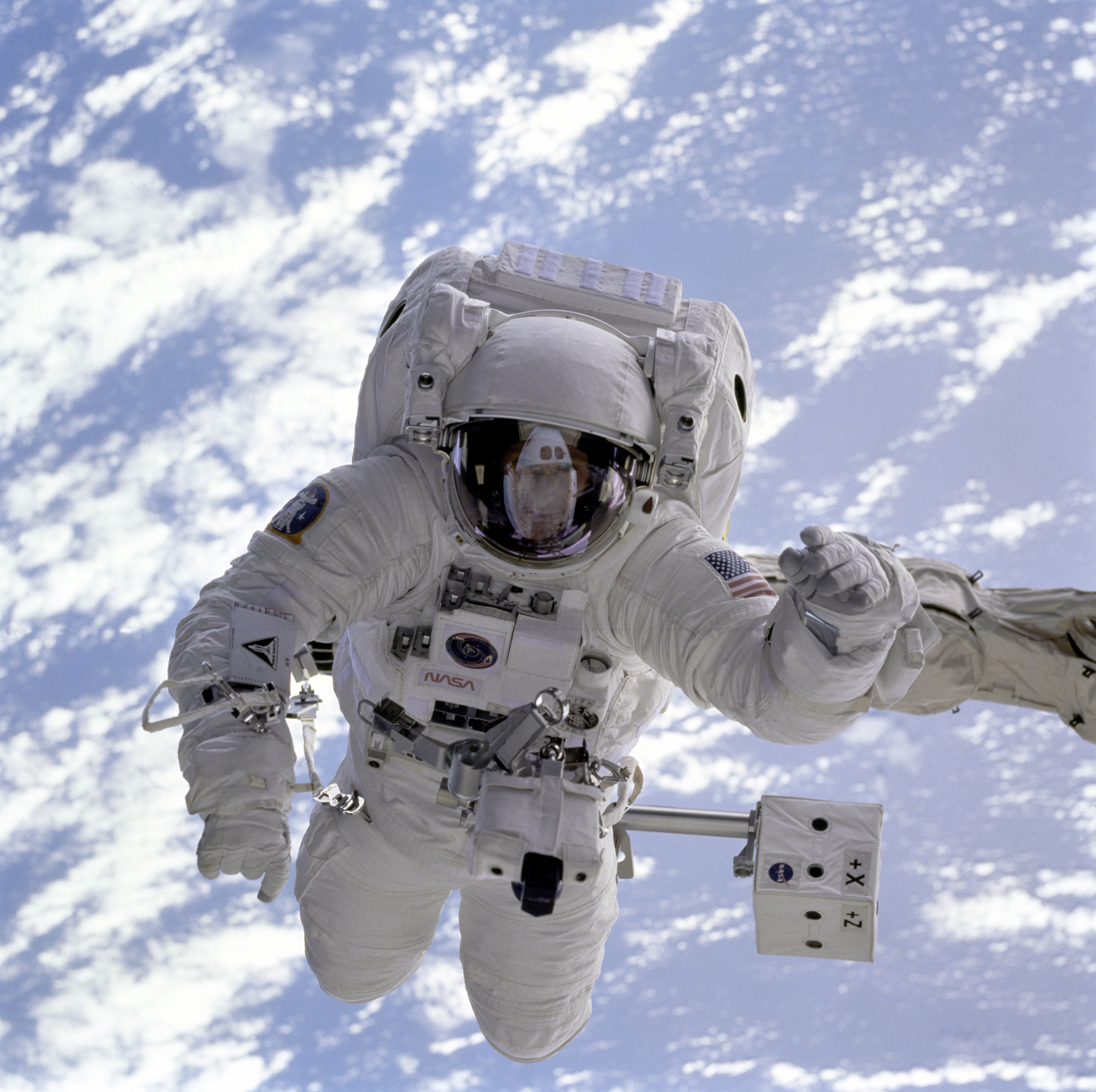
Michael Landon durante una missione del 1995

Michael Landon Gernhardt (Mansfield, 4 maggio 1956) è un ex astronauta e ingegnere statunitense. Ha partecipato alle missioni Shuttle STS-69, STS-83, STS-94, STS-104 come Specialista di missione tra il 1995 e il 2001.